# Saint-Aunix-Lengros
Saint-Aunix-Lengros is een gemeente in het Franse departement Gers (regio Occitanie) en telt 117 inwoners (1999). De plaats maakt deel uit van het arrondissement Mirande.

## Geografie

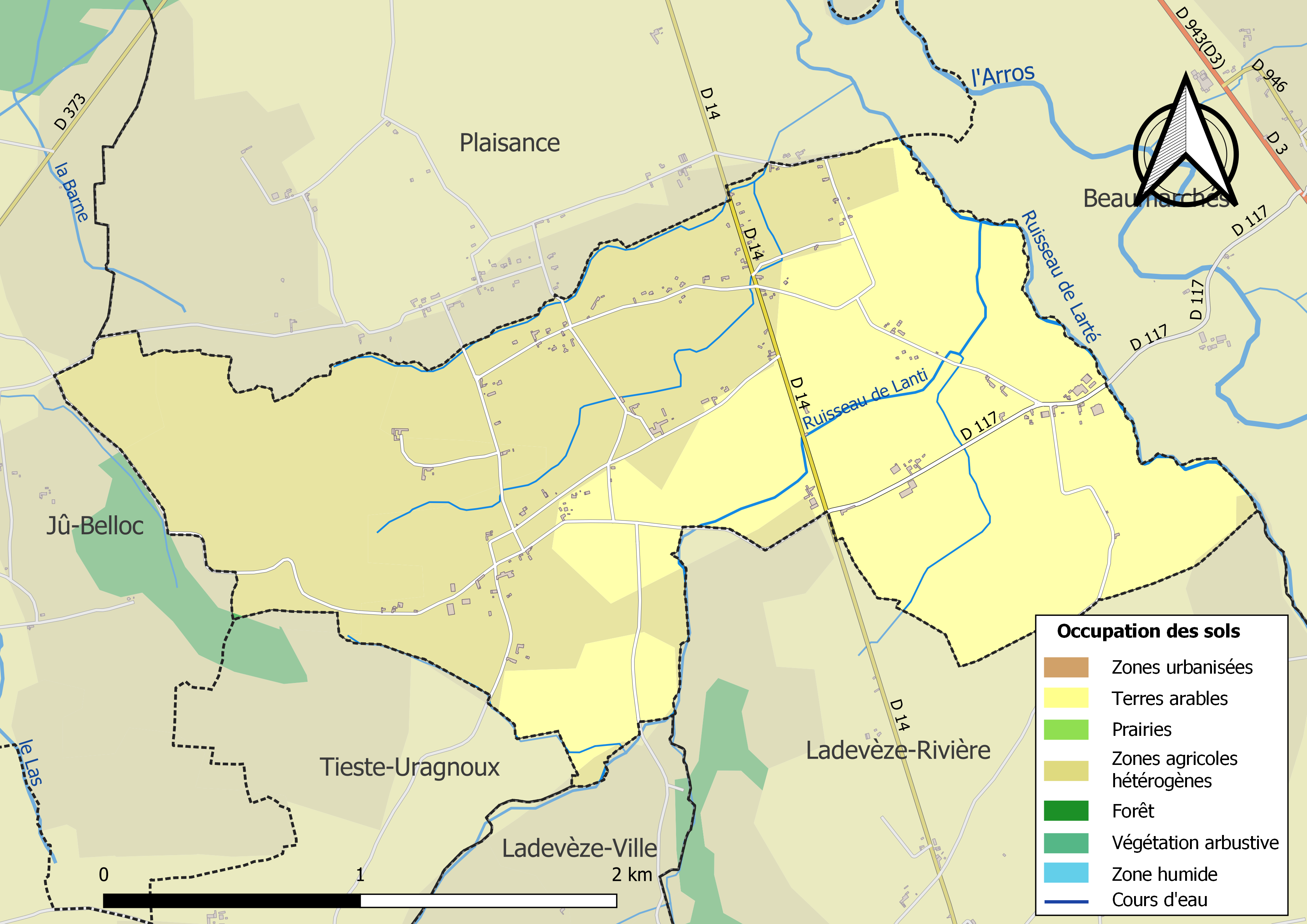
Kaart van de gemeente met belangrijkste infrastructuur, bodemgebruik en omliggende gemeenten

De oppervlakte van Saint-Aunix-Lengros bedraagt 5,4 km², de bevolkingsdichtheid is 21,7 inwoners per km².

## Demografie
Onderstaande figuur toont het verloop van het inwonertal (bron: INSEE-tellingen).